# All for One (Raven)
All for One è il terzo album dei Raven, pubblicato nel 1983 per l'etichetta discografica Neat Records.

## Il disco
Questo è il loro ultimo album al di fuori di una major, considerato dai fan il disco che conclude la loro "età dell'oro", contenente alcuni dei migliori lavori della band.
Le tracce 11-13, che sono state aggiunte alla ristampa del CD, sono state prese da "Break the Chain", un singolo dei Raven pubblicato nello stesso periodo. Da menzionare la presenza di Udo Dirkschneider che esegue alcune parti vocali con John Gallagher.

## Tracce
1. Take Control (Gallagher, Gallagher, Hunter) - 3:23
2. Mind Over Metal (Gallagher, Gallagher, Hunter) - 3:30
3. Sledgehammer Rock (Gallagher, Gallagher, Hunter) - 4:00
4. All for One (Gallagher, Gallagher, Hunter) - 3:33
5. Run Silent Run Deep (Gallagher, Gallagher, Hunter) - 5:39
6. Hung, Drawn & Quartered (Gallagher, Gallagher, Hunter) - 5:19
7. Break the Chain (Gallagher, Gallagher, Hunter) - 3:46
8. Take It Away (Gallagher, Gallagher, Hunter) - 3:26
9. Seek and Destroy (Gallagher, Gallagher, Hunter) - 3:52
10. Athletic Rock (Gallagher, Gallagher, Hunter) - 4:42

### Tracce bonus (remaster)
- 11. Born to Be Wild (Bonfire) - 3:29 (Steppenwolf Cover)
- 12. The Ballad of Marshall Stack (Gallagher, Gallagher, Hunter) - 5:38
- 13. Inquisitor (Gallagher, Gallagher, Hunter) - 4:01

## Formazione
- John Gallagher - voce, basso
- Mark Gallagher - chitarra
- Rob Hunter - batteria